# De Imperatoribus Romanis
De Imperatoribus Romanis, spesso abbreviato in DIR, è un'enciclopedia online in lingua inglese (alcuni contributi sono scritti in francese)  che tratta degli imperatori romani, fondata nel 1996 da Michael DiMaio ed edita da studiosi in revisione paritaria. Ha sede presso l'università Salve Regina di Newport, il responsabile del progetto è Richard Weigel.
L'elenco degli imperatori parte da Augusto e include anche quelli dell'impero bizantino (fino alla caduta di Costantinopoli del 1453); comprende inoltre altri personaggi di rilievo associati ai rispettivi imperatori (ad es. le imperatrici). Le singole biografie sono di diversa lunghezza e qualità. Tuttavia, ci sono ancora lacune significative: mentre l'elenco degli imperatori fino all'inizio dell'VIII secolo è completo, manca la maggior parte delle voci degli imperatori dei secoli successivi. Allo stesso tempo, è disponibile un atlante storico con riferimenti incrociati a un catalogo virtuale di monete. Nel testo The Cambridge companion to the Age of Constantine Noel Lenski afferma che l'enciclopedia "dispone di articoli audio e bibliografie regolarmente aggiornate".